# Liste der Naturdenkmäler in Wien/Döbling
Die Liste der Naturdenkmäler in Wien/Döbling listet alle als Naturdenkmal ausgewiesenen Objekte im 19. Wiener Gemeindebezirk Döbling auf.

## Naturdenkmäler
| Foto |                 | Name | ID  | Standort | Beschreibung | Fläche | Datum      |
| ---- | --------------- | --- | --- | --- | --- | ------ | ---------- |
| 0 BW | Datei hochladen | Speierling (Sorbus domestica) | 7   | Wien, Muckentalerweg Standort                                                                                                | |        | 04.01.1979 |
| 1    | Datei hochladen | mehrere Baumgruppen | 12  | Wien, Cobenzl Standort | Es handelt sich um mehrere Baumgruppen und einen Edelkastanienbaum. |        | 24.12.1936 |
| 1    | Datei hochladen | Mammutbaum (Sequoiadendron giganteum) | 13  | Wien, Geweygasse 1a Standort                                                                                                 | |        | 14.01.1937 |
| 1    | Datei hochladen | Winterlinde (Tilia cordata) | 14  | Wien, Grinzinger Allee 43 Standort                                                                                           | |        | 14.01.1937 |
| 1    | Datei hochladen | Eibe (Taxus baccata) | 16  | Wien, Grinzinger Allee 45 Standort                                                                                           | |        | 01.01.2000 |
| 0 BW | Datei hochladen | Zweigeschlechtliche Eibe (Taxus baccata) | 29  | Wien, Cobenzlgasse 2 Standort                                                                                                | |        | 01.01.1937 |
| 1    | Datei hochladen | mehrere Kieferngruppen | 50  | Wien, Krapfenwaldlbad Standort                                                                                               | Die Bäume wurden insbesondere wegen ihrer Kronenbildung unter Schutz gestellt. Diese Lage war ursprünglich das nördlichste Vorkommen dieser Bäume in Mitteleuropa. |        | 10.11.1937 |
| 1    | Datei hochladen | Eibe (Taxus baccata) | 55  | Wien, Hohe Warte 31 Standort                                                                                                 | Gemeinsam mit der Eibe ist auch ein Maulbeerbaum (Morus alba) geschützt. |        | 01.01.2000 |
| 0 BW | Datei hochladen | Sommerlinde (Tilia platyphyllos), Eibe (Taxus baccata)                                                                                               | 69  | Wien, Rudolfinergasse 12 Standort                                                                                            | Die beiden Bäume wurden wegen ihrer Eigenart und Seltenheit unter Schutz gestellt. |        | 28.05.1938 |
| 1    | Datei hochladen | Sommerlinde (Tilia platyphyllos), Stieleiche (Quercus robur)                                                                                         | 80  | Wien, Himmelstraße 25 Standort                                                                                               | wie aus alten Urkunden hervorgeht, wurde die Linde 1719 anlässlich einer Glockenweihe gepflanzt und die Eiche um 1890 aus den umliegenden Weinbergen hierher verpflanzt. |        | 03.09.1938 |
| 1    | Datei hochladen | Bergahorn (Acer pseudoplatanus) | 95  | Wien, Cobenzlgasse 32 Standort                                                                                               | |        | 01.01.2000 |
| 0 BW | Datei hochladen | 2 Trauereschen (Fraxinus excelsior „Pendula“) | 211 | Wien, Sieveringer Straße 255 Standort                                                                                        | |        | 04.09.1941 |
| 1    | Datei hochladen | Eibe (Taxus baccata) | 213 | Wien, Straßergasse 8–12 Standort                                                                                             | |        | 04.09.1941 |
| 1    | Datei hochladen | 1 Nordmannstanne (Abies nordmanniana) | 214 | Wien, Straßergasse 8–12 Standort                                                                                             | |        | 04.09.1941 |
| 1    | Datei hochladen | Mammutbaum (Sequoiadendron giganteum) | 215 | Wien, Straßergasse 8–12 Standort                                                                                             | |        | 04.09.1941 |
| 1    | Datei hochladen | Bruchweide (Salix fragilis) | 219 | Wien, Grinzinger Steig/Wildgrubgasse Standort                                                                                | |        | 04.09.1941 |
| 1    | Datei hochladen | Morgenländischer Lebensbaum (Thuja orientalis) | 297 | Wien, Himmelstraße 25 Standort                                                                                               | |        | 29.09.1942 |
| 1    | Datei hochladen | Libanonzeder (Cedrus libani) | 323 | Wien, Armbrustergasse 15 Standort                                                                                            | |        | 25.09.1942 |
| 1    | Datei hochladen | Sommerlinde (Tilia platyphyllos) | 336 | Wien, Döblinger Hauptstr. 92 Standort                                                                                        | |        | 16.11.1942 |
| 1    | Datei hochladen | 2 Schwarzkiefern (Pinus nigra) | 362 | Wien, Sieveringer Straße/Kartäuserstraße Standort                                                                            | |        | 28.06.1946 |
| 1    | Datei hochladen | Rosskastanie (Aesculus hippocastanum) | 363 | Wien, Hohe Warte 70 Standort                                                                                                 | |        | 28.06.1946 |
| 0 BW | Datei hochladen | Eibe (Taxus baccata) | 364 | Wien, Himmelstraße 17 Standort                                                                                               | |        | 28.06.1946 |
| 1    | Datei hochladen | Platane (Platanus) | 365 | Wien, Guneschgasse 4 Standort                                                                                                | |        | 28.06.1946 |
| 1    | Datei hochladen | Traubeneiche (Quercus petraea) | 370 | Wien, Billrothstraße 59 Standort                                                                                             | |        | 27.11.1950 |
| 1    | Datei hochladen | Gleditschie (Gleditsia triacanthos) | 407 | Wien, Krottenbachstraße, bei Obersteinergasse Standort                                                                       | |        | 08.01.1954 |
| 1    | Datei hochladen | Bergahorn (Acer pseudoplatanus) | 410 | Wien, Dollinergasse 5 Standort                                                                                               | Der Baum hat einen Brusthöhenumfang von 160 cm und eine Höhe von 14 m. Es handelt sich um einen der ältesten und mächtigsten Ahorne in der Umgebung. |        | 12.07.1954 |
| 1    | Datei hochladen | Libanonzeder (Cedrus libani) | 413 | Wien, Silbergasse 4 Standort                                                                                                 | Der Baum hat einen Brusthöhenumfang von 1,50 m und eine Höhe von etwa 10 m mit schön entwickelter Krone. Der Baum stellt in Wien eine ganz große Seltenheit dar, da fast alle Zedern während des strengen Winters 1928/29 erfroren sind. |        | 10.09.1954 |
| 1    | Datei hochladen | Geologischer Aufschluss | 439 | Wien, Eichelhofstraße Standort                                                                                               | Hier sind die Strandbildungen des jungteritären Badener Meeres besonders gut zu erkennen. Sie sind rund 15 Millionen Jahre alt und zeigen den unterschiedlich hohen Stand des ehemaligen Meeresspiegels an. Die Strandbildungen bestehen aus Brandungsgeröllen, Leithakalk und Flyschgesteinen. Dies wurde von Löß überdeckt, in dem sich neben Knochen und Schneckengehäusen auch das sog. Lößkindel, Kalkablagerungen in Einschlüssen, findet. |        | 30.11.1955 |
| 0 BW | Datei hochladen | Orchideen-Standort | 451 | Wien, nächst „Eiserne Hand“ Standort                                                                                         | Dies ist ein seltener Standort verschiedener heimischer Orchideenpflanzen. Es handelt sich um die hummeltragende Rangwurz und die Riemenzunge, die in beachtlichen Beständen vorkommen und alljährlich Blütenstände austreiben. |        | 16.04.1956 |
| 1    | Datei hochladen | Morgenländische Platane (Platanus orientalis) | 457 | Wien, Döblinger Hauptstraße 87–93 Standort                                                                                   | Die Platane ist eine der mächtigsten Wiens. Sie hat einen Stammumfang von 5,1 m, ist etwa 26 m hoch und besitzt einen Kronendurchmesser von gut 25 m. |        | 09.07.1956 |
| 1    | Datei hochladen | Stieleiche (Quercus robur) | 458 | Wien, Währinger Park Standort                                                                                                | Der Baum hat einen Stammumfang von 2,9 m, eine Höhe von 16 m, und einen Kronendurchmesser von 12 m. |        | 09.07.1956 |
| 0 BW | Datei hochladen | Weißkiefer (Pinus sylvestris) | 471 | Wien, Sulzweg 11 Standort | Der Baum prägt durch Form und Größe die Landschaft und bietet vom Dreimarkstein einen herrlichen Anblick. |        | 29.12.1958 |
| 0 BW | Datei hochladen | Rosskastanie (Aesculus hippocastanum) | 472 | Wien, Sieveringer Straße 128 Standort                                                                                        | Der Baum trägt wesentlich zum Ortsbild von Sievering bei. |        | 10.03.1969 |
| 1    | Datei hochladen | Platane (Platanus x hybrida), Pyramidenpappel (Populus nigra „Italica“)                                                                              | 473 | Wien, Traklgasse, vor Nr. 11 und 13 Standort                                                                                 | Der rund 18 m hohe Baum prägt das Aussehen der Traklgasse. |        | 18.03.1969 |
| 0 BW | Datei hochladen | Esche (Fraxinus excelsior) | 476 | Wien, Reithlegasse 6 Standort                                                                                                | Es handelt sich um ein schön gewachsenes Exemplar mit hohem, geradem Stamm und großer Krone. |        | 11.06.1969 |
| 0 BW | Datei hochladen | Esche (Fraxinus excelsior) | 481 | Wien, Sieveringer Straße 81 Standort                                                                                         | Der Baum wurde wegen seiner Form und Größe unter Schutz gestellt. |        | 29.12.1958 |
| 1    | Datei hochladen | Spitzahorn (Acer platanoides) | 501 | Wien, Sieveringer Straße 77 Standort                                                                                         | Der Baum wurde wegen des Gepräges, das er durch Form, Wuchs und Größe dem Landschaftsbild verleiht, unter Schutz gestellt. |        | 29.12.1958 |
| 1    | Datei hochladen | Esche (Fraxinus excelsior) | 505 | Wien, Döblinger Hauptstr. 60 Standort                                                                                        | Die Esche ist etwa 200 Jahre alt und hat eine Höhe von ungefähr 21 m. |        | 08.09.1959 |
| 1    | Datei hochladen | Winterlinde (Tilia cordata) | 507 | Wien, Fröschelgasse 12 Standort                                                                                              | Der Baum wurde wegen seiner Form, seiner Größe und seines Wuchses unter Schutz gestellt. |        | 06.10.1959 |
| 0 BW | Datei hochladen | 2 Eiben (Taxus baccata) | 513 | Wien, Cobenzlgasse 45 Standort                                                                                               | Die Bäume wurden wegen ihres Alters, ihrer Form, ihrer Größe und ihrer Seltenheit unter Schutz gestellt. |        | 10.12.1959 |
| 0 BW | Datei hochladen | Rosskastanie (Aesculus hippocastanum) | 523 | Wien, Grinzinger Straße 19 Standort                                                                                          | Der Baum wurde wegen seines Alters, seiner Form und seines Wuchses unter Schutz gestellt. |        | 31.01.1961 |
| 0 BW | Datei hochladen | 3 Linden (Tilia), Spitzahorn (Acer platanoides), Bergahorn (Acer pseudoplatanus)                                                                     | 533 | Wien, Dollinergasse 5 Standort                                                                                               | Die Baumgruppe besteht aus ca. 150 Jahre alten Exemplaren, die durchschnittlich 16–20 m hoch sind. |        | 18.11.1970 |
| 0 BW | Datei hochladen | 3 Schwarzföhren (Pinus nigra) | 534 | Wien, Hackenbergweg 45/Parzelle 2 Standort                                                                                   | Die Bäume wurden wegen ihrer Wirkung auf das Ortsbild unter Schutz gestellt. |        | 18.11.1970 |
| 0 BW | Datei hochladen | Mammutbaum (Sequoiadendron giganteum) | 542 | Wien, Khevenhüllerstraße 18A Standort                                                                                        | Der Baum ist ca. 18 m hoch und gehört einer in Österreich nicht heimischen Art an. |        | 18.11.1970 |
| 0 BW | Datei hochladen | Mammutbaum (Sequoiadendron giganteum) | 546 | Wien, Medlergasse 4 Standort                                                                                                 | Der Baum ist ca. 120 Jahre alt und gehört zu einer in Österreich nicht heimischen Art. |        | 28.04.1972 |
| 0 BW | Datei hochladen | Blutbuche (Fagus sylvatica „Atropunicea“) | 547 | Wien, Dollinergasse 8 Standort                                                                                               | Der Baum hat annähernd 150 Jahre und weist in 1 m Höhe einen Stammdurchmesser von 65 cm auf. |        | 14.09.1972 |
| 0 BW | Datei hochladen | Platane (Platanus x hybrida) | 560 | Wien, Traklgasse 9 Standort                                                                                                  | Der Baum hat in einem Meter Höhe einen Stammumfang von 2,23 m. |        | 13.04.1973 |
| 0 BW | Datei hochladen | Ginkgobaum (Ginkgo biloba) | 574 | Wien, Kreindlgasse 24 Standort                                                                                               | Der Stammumfang des Baumes beträgt in ein Meter Höhe über dem Boden 2,90 m |        | 30.10.1973 |
| 0 BW | Datei hochladen | Morgenländische Platane (Platanus orientalis) | 582 | Wien, Grinzinger Straße 72 Standort                                                                                          | Der Baum ist annähernd 180 Jahren alt, sein Stammumfang beträgt 2,22 m. |        | 28.03.1974 |
| 0 BW | Datei hochladen | Rotkiefer (Pinus sylvestris) | 584 | Wien, Grinzinger Straße 72 Standort                                                                                          | Bei der Rotkiefer handelt es sich um einen etwa 13 m hohen Baum von annähernd 180 Jahren und mit einem Stammumfang von 1,90 m. |        | 28.03.1974 |
| 0 BW | Datei hochladen | 3 Schwarzkiefern (Pinus nigra) | 585 | Wien, Grinzinger Straße 72 Standort                                                                                          | Die Bäume haben einen Stammumfang von 1,8 m, 1,08 m und 1,5 m, es kann ein Alter von ca. 130 Jahren angenommen werden. |        | 28.03.1974 |
| 0 BW | Datei hochladen | 5 Schwarzkiefern (Pinus nigra) | 586 | Wien, Grinzinger Straße 72 Standort                                                                                          | Die Bäume haben einen Stammumfang von bis zu 1,3 m und sind um die 100 Jahre alt. |        | 28.03.1974 |
| 1    | Datei hochladen | Baumhasel (Corylus colurna) | 589 | Wien, Kreindlgasse 9 Standort                                                                                                | Der Baum wurde wegen der Seltenheit seiner Art in Mitteleuropa unter Schutz gestellt. |        | 28.06.1974 |
| 1    | Datei hochladen | Winterlinde (Tilia cordata) | 593 | Wien, Grinzinger Straße 18 Standort                                                                                          | Der Baum hat in ein Meter Höhe einen Stammumfang von 2,9 m. Durch seine Kronenbildung prägt er das Ortsbild. |        | 28.06.1974 |
| 1    | Datei hochladen | Winterlinde (Tilia cordata) | 596 | Wien, Heiligenstädterstr. 331 Standort                                                                                       | |        |            |
| 0 BW | Datei hochladen | 6 Platanen (Platanus x hybrida) | 601 | Wien, Grinzinger Straße 48 Standort                                                                                          | Die Platanen mit einem Stammumfang von bis zu 220 cm prägen als Ensemble das Landschaftsbild. |        | 12.11.1974 |
| 1    | Datei hochladen | 2 Platanen (Platanus x hybrida) | 602 | Wien, Grinzinger Straße 48 Standort                                                                                          | Die beiden Platanen mit 220 bzw. 190 cm Umfang wirken insbesondere durch ihre schöne Wuchsform ortsbildprägend. |        | 18.12.1974 |
| 1    | Datei hochladen | Bergahorn (Acer pseudoplatanus), Sommerlinde (Tilia platyphyllos), Platane (Platanus)                                                                | 620 | Wien, Döblinger Hauptstr. 87–93 Standort                                                                                     | |        | 08.08.1975 |
| 1    | Datei hochladen | Blutbuche (Fagus sylvatica „Atropunicea“) | 638 | Wien, Ruthgasse 19 Standort                                                                                                  | Der Baum wurde wegen seiner Größe, Wuchsform und Wirkung für das Krottenbachtal unter Schutz gestellt. |        | 07.07.1976 |
| 1    | Datei hochladen | 4 Sommerlinden (Tilia platyphyllos), Rosskastanie (Aesculus hippocastanum)                                                                           | 640 | Wien, Gspöttgraben 1 Standort                                                                                                | Die Bäume prägen das Erscheinungsbild des urban beeinflussten Wienerwaldrandes in Sievering. |        | 18.10.1976 |
| 0 BW | Datei hochladen | 10 Scheinzypressen (Chamaecyparis lawsoniana), Rotbuche (Fagus sylvatica), Schwarzkiefer (Pinus nigra), Schwarznuss (Juglans nigra)                  | 655 | Wien, Himmelstraße 30–32 Standort                                                                                            | Die Bäume wurden wegen ihrer Wirkung auf das Landschaftsbild unter Schutz gestellt. |        | 04.05.1977 |
| 1    | Datei hochladen | Platane (Platanus x hybrida) | 665 | Wien, Nusswaldgasse 20–22 Standort                                                                                           | Die Platane wurde als selten großes Exemplar unter Schutz gestellt. |        | 12.05.1978 |
| 1    | Datei hochladen | Stieleiche (Quercus robur) | 671 | Wien, Straßergasse 2 Standort                                                                                                | Der Baum wurde wegen seiner Größe, Kronenbildung und seiner Eigenschaft als historischer Rest des Grinzinger Ortsbildes unter Schutz gestellt. |        | 02.05.1979 |
| 0 BW | Datei hochladen | Stieleiche (Quercus robur) | 677 | Wien, Springsiedelgasse 30 Standort                                                                                          | Die Eiche wurde wegen ihrer Höhe (fast 30 m) und Stattlichkeit unter Schutz gestellt. |        | 27.09.1979 |
| 0 BW | Datei hochladen | Ginkgobaum (Ginkgo biloba) | 691 | Wien, Rudolfinergasse 18 Standort                                                                                            | |        | 14.10.1980 |
| 0 BW | Datei hochladen | Sommerlinde (Tilia platyphyllos) | 693 | Wien, Nottebohmstraße 40 Standort                                                                                            | Der Baum hat eine Höhe von ca. 20 m und eine Kronenbreite von ca. 10 m. |        | 01.12.1980 |
| 0 BW | Datei hochladen | 4 Douglastannen (Pseudotsuga menziesii), 3 Orientalische Fichten (Picea orientalis), Europäische Lärche (Larix decidua), Schwarzkiefer (Pinus nigra) | 711 | Wien, Keylwerthgasse 15 Standort                                                                                             | Die Baumgruppe wurde wegen der Seltenheit ihrer Individuen und der reizenden Ensemblewirkung, die sich daraus ergibt, unter Schutz gestellt. |        | 10.05.1984 |
| 1    | Datei hochladen | Serbische Fichte (Picea omorika) | 728 | Wien, Peter Jordan-Straße 60/Gregor Mendel-Straße 35 Standort                                                                | Mit ihrem säulenförmigen Habitus dominiert die Fichte den gesamten Kreuzungsbereich. |        | 28.10.1987 |
| 0 BW | Datei hochladen | Sommerlinde (Tilia platyphyllos) | 735 | Wien, Schreiberweg 114 Standort                                                                                              | Der Baum hat einen Stammumfang von 400 cm, eine geschätzte Höhe von 20 m, einem Kronendurchmesser von 20 m und ein Alter von fast 130 Jahren. |        | 05.10.1988 |
| 1    | Datei hochladen | Mandelbaum (Amygdalus communis) | 747 | Wien, Hackenberggasse ggü.54 Standort                                                                                        | Der Baum hat einen Stammumfang von 140 cm und einer Höhe von ca. 6 m. Dies ist durch den Südhang bedingt, zumal die Art in Mitteleuropa sonst nur Strauchwuchs erreicht. |        | 17.01.1991 |
| 1    | Datei hochladen | Schwarzkiefer (Pinus nigra ssp. nigra) | 754 | Wien, Glanzinggasse 35–39 Standort                                                                                           | Der Baum hat die typische Form einer freistehenden Schwarzkiefer. |        | 26.01.1993 |
| 0 BW | Datei hochladen | 4 Schwarzkiefern (Pinus nigra), Lärche (Larix decidua)                                                                                               | 760 | Wien, Sieveringer Str. 199–201 Standort                                                                                      | Die Bäume wurden wegen ihrer Seltenheit und dem besonderen Gepräge, das sie dem Landschaftsbild verleihen unter Schutz gestellt. |        | 10.01.1995 |
| 1    | Datei hochladen | Geologischer Aufschluss „Sieveringer Steinbrüche“ | 768 | Wien, Sieveringer Straße/Gspöttgraben Standort                                                                               | |        | 20.08.1997 |
| 1    | Datei hochladen | Geologischer Aufschluss „Strandformation/Flysch“ | 769 | Wien, Kahlenbergerstraße nächst Nr. 132 Standort                                                                             | Hier geht der Leithakalk des Wiener Beckens in den Sandstein der Flyschzone über. |        | 25.08.1997 |
| 1    | Datei hochladen | Kornelkirsche (Cornus mas) | 773 | Wien, Sieveringer Str. 58 Standort                                                                                           | Die Kornelkirsche ist in wien selten, und dieses Exemplar ist über hundert Jahre alt sowie höher als die meisten Ausformungen. |        | 26.01.1999 |
| 0 BW | Datei hochladen | Esskastanie (Castanea sativa) | 812 | Wien, Schreiberweg 93 Standort                                                                                               | Der Baum wurde durch seine schöne Kronenbildung unter Schutz gestellt. |        | 12.02.2009 |
| 1    | Datei hochladen | Blutbuche (Fagus sylvatica purpurea) | 826 | Wien, Wertheimsteinpark Standort                                                                                             | Der Baum hat einen Stammumfang von 3,40 m (gemessen in 1 m Höhe ab Boden), einen Kronendurchmesser von ca. 16 m und das Alter kann mit etwa 100 Jahren geschätzt werden. Die Blutbuche zeichnet sich durch ihre prächtige Freistandskrone sowie ihre Vitalität aus. |        | 08.02.2012 |
| 1    | Datei hochladen | Baumhasel (Corylus colurna) | 827 | Wien, Wertheimsteinpark Standort                                                                                             | Der Baum hat einen Stammumfang von 3,50 m (gemessen in 1 m Höhe ab Boden) und einen Kronendurchmesser von 25 m. |        | 08.02.2012 |
| 1    | Datei hochladen | Sommerlinde (Tilia platyphyllos) | 828 | Wien, Wertheimsteinpark Standort                                                                                             | Der Baum hat einen Stammumfang von 6 m (gemessen in 1 m Höhe ab Boden), der sich in 2 m Höhe in 7 mächtige Stämme verzweigt, einige verzweigen sich nochmals in 3 m Höhe. Der Stamm ist teilweise hohl. Die Krone zeigt einen Durchmesser von 23 m. |        | 08.02.2012 |
| 1    | Datei hochladen | Speierling (Sorbus domestica) | 829 | Wien, Wertheimsteinpark Standort                                                                                             | Der Baum hat einen Stammumfang von 2,30 m (gemessen in 1 m Höhe ab Boden) und einen Kronendurchmesser von ca. 13 m. |        | 08.02.2012 |
| 0 BW | Datei hochladen | Blutbuche (Fagus sylvatica purpurea) | 832 | Wien, Cobenzlgasse 41 KG: Grinzing GrStNr: 832/1 Standort                                                                    | Die Blutbuche stellt aufgrund ihrer Eigenart, der ausladenden uneingeschränkten Wuchsform sowie des dadurch entstehenden besonderen Gepräges, das sie der Landschaftsgestalt verleiht, ein schützenswertes Naturgebilde dar. |        | 07.05.2013 |
| 1    | Datei hochladen | Natürliche Felsbildung im Sandstein-Wienerwald | 843 | Wien, Kahlenbergerdorf, Kahlenberggrat KG: Kahlenbergerdorf GrStNr: 236; 237/3; 237/4, div. schneidende Grundstücke Standort | Der Kahlenberggrat ist eine der wenigen natürlichen Felsbildungen im Standstein-Wienerwald des Stadtgebietes. |        | 06.03.2019 |
| 0 BW | Datei hochladen | Roter Walnussbaum (Juglans) | 851 | Wien, Sieveringer Straße 190 KG: Obersievering GrStNr: 37/16 Standort                                                        | Die seltenen Roten Walnussbäume unterscheiden sich durch die rötliche Färbung der Kernhaut der Nüsse von anderen Walnussbäumen. |        | 03.08.2020 |
| 0 BW | Datei hochladen | Stieleiche (Quercus robur) | 856 | Wien, Grinzinger Steig 4 KG: Grinzing GrStNr: 1149 Standort                                                                  | Die Stieleiche ist nur wegen ihres Pflanzjahres 1758, sondern auch wegen ihrer Lage am Weg zu den Weingärten von Bedeutung. |        | 17.06.2021 |

## Ehemalige Naturdenkmäler
| Foto |                 | Name                                              | ID  | Standort                              | Beschreibung | Fläche | Datum      |
| ---- | --------------- | ------------------------------------------------- | --- | ------------------------------------- | --- | ------ | ---------- |
| 1    | Datei hochladen | Baumhasel (Corylus colurna), Eibe (Taxus baccata) | 68  | Wien, Straßergasse 39 Standort        | |        |            |
| 1    | Datei hochladen | Pyramidenpappel (Populus nigra „Italica“)         | 267 | Wien, Beethovengang Standort          | |        | 04.09.1941 |
| 1    | Datei hochladen | Libanonzeder (Cedrus libani)                      | 420 | Wien, Kahlenberger Straße 55 Standort | |        |            |
| 1    | Datei hochladen | Mammutbaum (Sequoiadendron giganteum)             | 595 | Wien, Heiligenstädterstr.331 Standort | Der Baum war etwa 140 Jahre alt, hatte eine Höhe von über 25 Metern und einen Stammumfang von 166 cm.                                 |        | 09.07.1974 |
| 1    | Datei hochladen | 3 Rosskastanien (Aesculus hippocastanum)          | 706 | Wien, Neustift am Walde 87 Standort   | Die Bäume mit Stammumfängen von 2,6, 2,3 und 2,1 m bei einer Höhe von etwa 15 m waren wichtig für das Ortsbild von Neustift am Walde. |        | 20.07.1983 |

| Foto:                    | Fotografie des Naturdenkmals. Klicken des Fotos erzeugt eine vergrößerte Ansicht. Daneben finden sich zwei Symbole: \| Weitere Bilder vorhanden \| Das Symbol bedeutet, dass weitere Fotos des Objekts verfügbar sind. Durch Klicken des Symbols werden sie angezeigt. \| \| Eigenes Foto hochladen \| Durch Klicken des Symbols können weitere Fotos des Objekts in das Medienarchiv Wikimedia Commons hochgeladen werden. \| |
| Name:                    | Bezeichnung des Naturdenkmals laut offiziellen Quellen |
| ID                       | Identifikator |
| Standort:                | Es ist die Gemeinde und falls vorhanden die Adresse angegeben. Darunter sind die Katastralgemeinde (KG) und die Grundstücksnummer angeführt. Durch Aufruf des Links Standort wird die Lage des Denkmals in verschiedenen Kartenprojekten angezeigt. |
| Beschreibung             | Kurze Beschreibung des Naturdenkmals |
| Fläche                   | Fläche des Naturdenkmals in Hektar (ha) |
| Datum                    | Datum oder Jahr der Unterschutzstellung |
| Weitere Bilder vorhanden | Das Symbol bedeutet, dass weitere Fotos des Objekts verfügbar sind. Durch Klicken des Symbols werden sie angezeigt. |
| Eigenes Foto hochladen   | Durch Klicken des Symbols können weitere Fotos des Objekts in das Medienarchiv Wikimedia Commons hochgeladen werden. |